# Lista de unidades estratigráficas do Brasil

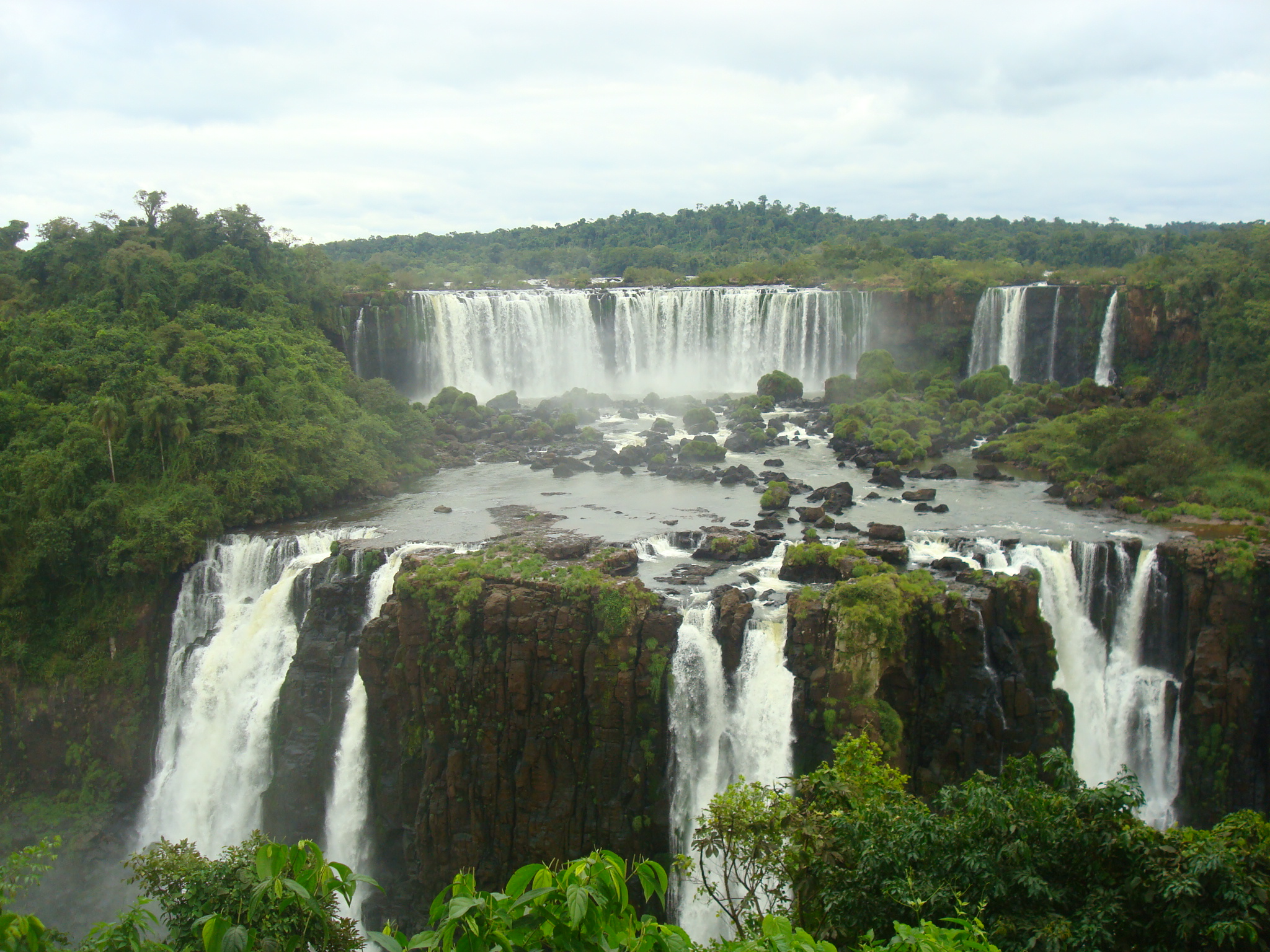
Afloramentos da Formação Serra Geral no Parque Nacional do Iguaçu, localizado na Tríplice Fronteira do Iguaçu.

A lista de unidades estratigráficas do Brasil elenca as principais unidades geológicas do Brasil, de acordo com sua geocronologia e litoestratigrafia.

## Geocronologia

### Fanerozoico

#### Cenozoico
- Trindade e Martin Vaz

- Atol das Rocas
- Fernando de Noronha
- Abrolhos

- Suíte Macau
- Suíte Cubati
- Suíte Cabugi
- Suíte Boa Vista
- Suíte Casa de Pedra

##### Quaternário
- Campo de dunas inativas do Médio São Francisco
- Tufa calcária da serra da Bodoquena
- Formação Areias Brancas
- Formação Içá
- Formação Caatinga
- Formação Cananéia
- Formação Patos
- Formação Xaraiés
- Formação Pantanal
- Formação Guaporé
- Formação Araguaia
- Formação Capim Grosso
- Formação Ronuro
- Formação Macacu
- Formação Pindamonhangaba

##### Neógeno

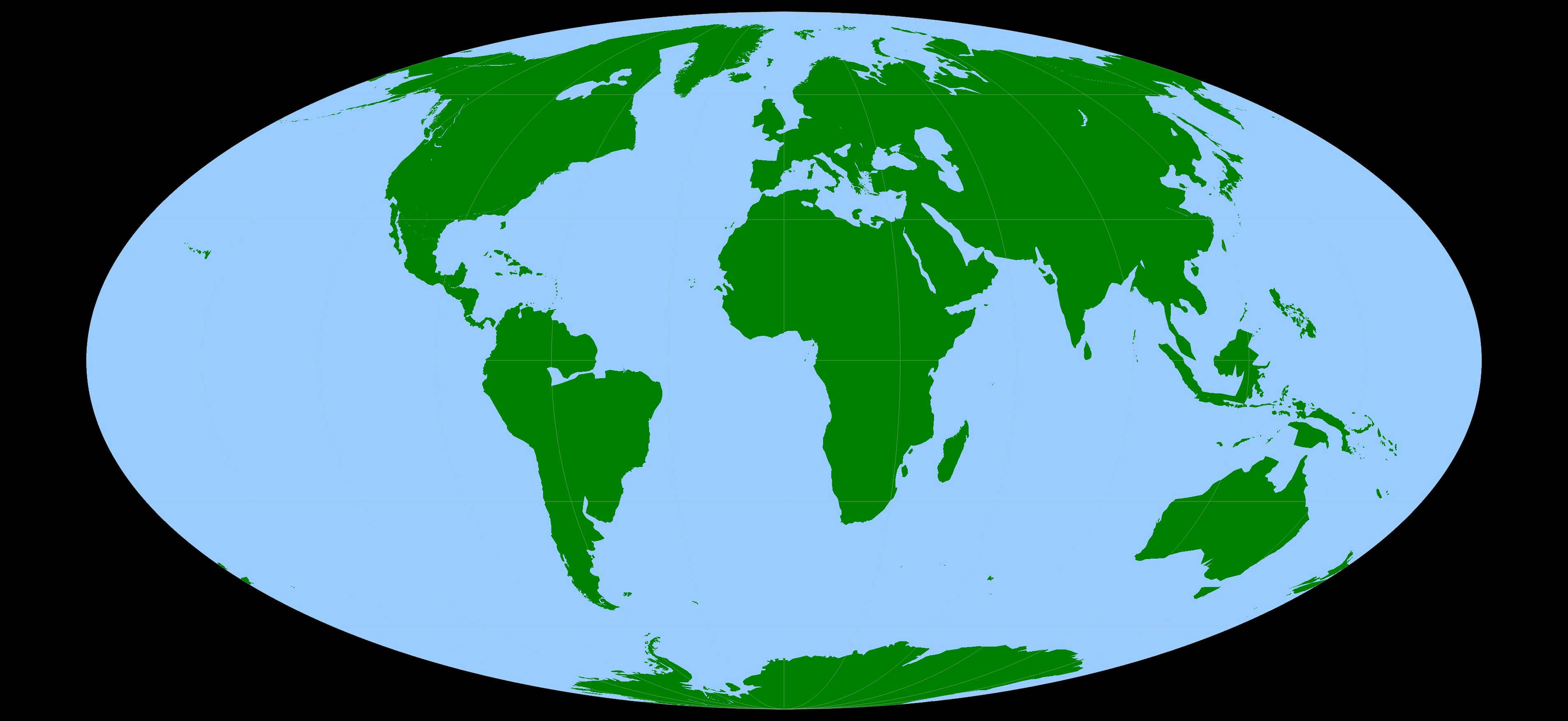
Paleogeografia do Mioceno

- Grupo Barreiras[1] ou Formação Barreiras
- Formação Guabirotuba
- Rochas sedimentares da bacia de Itaboraí
- Formação Itaquaquecetuba
- Formação Rio Claro
- Formação Pariquera-Açu
- Formação Alexandra
- Formação Tupanciretã
- Formação Cachoeirinha
- Formação Boa Vista
- Formação Solimões
- Formação Pirabas
- Formação Ipixuna
- Formação Fonseca e depósitos da bacia de Gandarela
- Grupo Aiuruoca

##### Paleógeno
- Suíte Messejana[2][3][4][5] ou Suíte Magmática Messejana[1]
- Formação Campos Novos
- Formação Serra dos Martins
- Formação Maria Farinha
- Formação Itaqueri
- Grupo Taubaté

- Complexo Plutônico Ilha de Cabo Frio
- Complexo Plutônico Morro de São João

#### Mesozoico
- Província Kimberlítica Alto Paranaíba
- Província Kimberlítica Bambuí
- Província Kimberlítica Amorinópolis
- Província Kimberlítica Poxoréo
- Província Kimberlítica Paranatinga (Batoví)
- Província Kimberlítica Pontes e Lacerda
- Província Kimberlítica Aripuanã (Juína)
- Província Kimberlítica Pimenta Bueno
- Província Kimberlítica Gilbués
- Província Kimberlítica Picos (Moema-Tinguins)
- Província Kimberlítica Jaguari-Rosário do Sul
- Província Kimberlítica Lages
- Província Kimberlítica Apiaés

##### Cretáceo
- Formação Antenor Navarro[6][1]
- Formação Sousa[6][1]
- Formação Rio Piranhas[6][1]
- Formação Exu[7][8]
- Formação Araripina[7][8]

- Formação Romualdo[8]
- Formação Ipubi[8]
- Formação Crato[8]
- Formação Barbalha[8][9]
- Formação Abaiara[8]
- Formação Jandaíra[1][10][11][12]
- Formação Açu[1][13]
- Formação Lima Campos[1]
- Formação Malhada Vermelha[1]
- Formação Icó[1]
- Complexo Morro do Engenho[14][15]
- Formação Sitiá[1]
- Formação Botucatu
- Formação Serra Geral

- Sienito Catrimâni

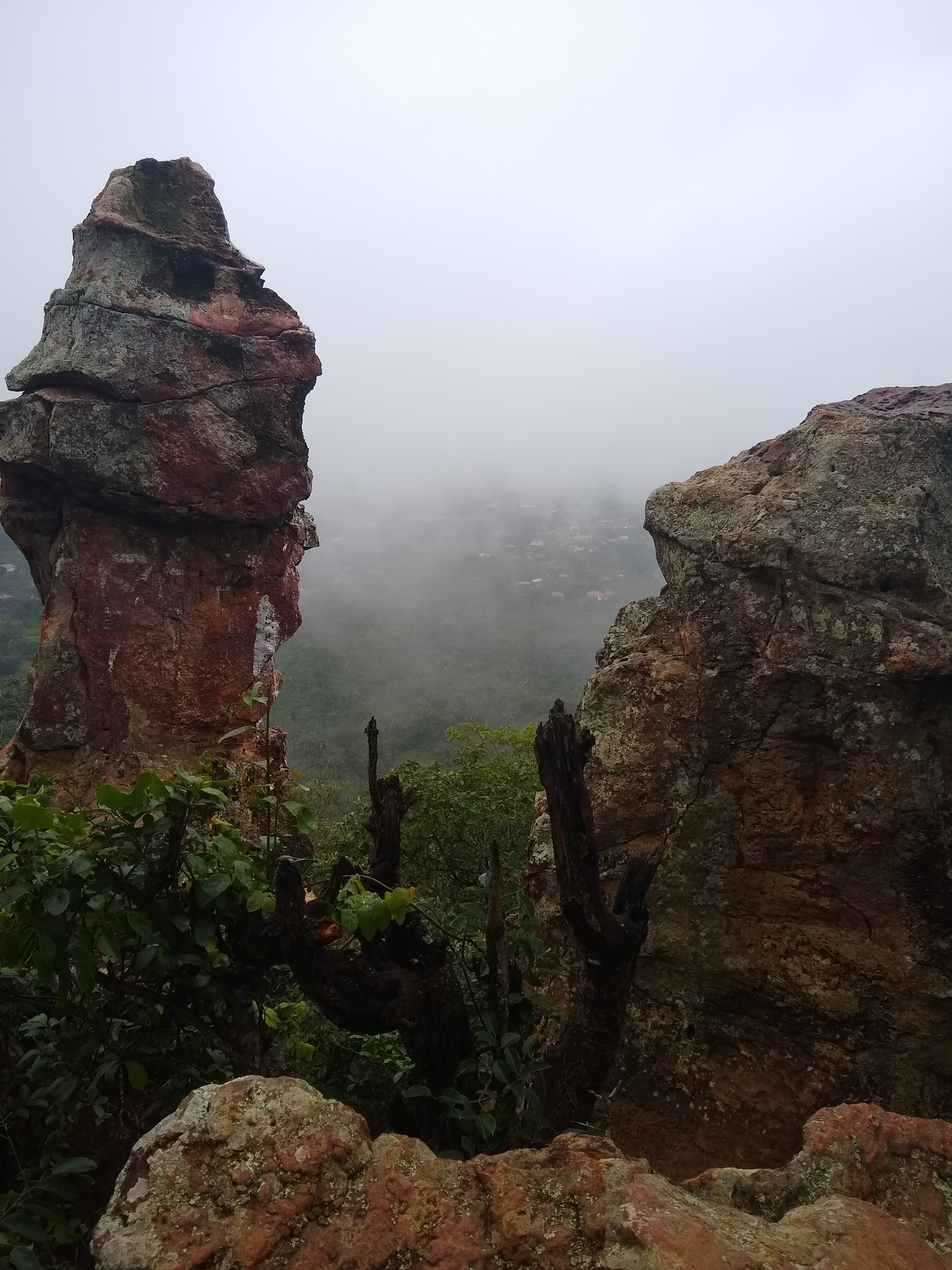
Afloramentos da Formação Exu, na Chapada do Araripe, Crato, CE

- Suíte Alcalina Santo Antônio da Barra
- Diques de diabásio Serra Geral do Arco de Ponta Grossa
- Diques de diabásio Rio Ceará-Mirim
- Vulcânicas Félsicas de Itapororoca
- Granito Alcalino do Cabo Santo Agostinho
- Suíte Intrusiva Alcalina Apiaú

- Formação Tucano
- Formação Alter do Chão
- Formação Parecis
- Formação Urucuia
- Formação Grajaú
- Formação Codó
- Formação Itapecuru
- Formação Beberibe
- Formação Gramame
- Formação Muribeca
- Formação Riachuelo
- Formação Coqueiro Seco
- Formação Cotinguiba
- Formação São Sebastião
- Formação Candeias

- Formação Apoteri
- Formação Ipojuca
- Formação Sardinha
- Grupo Acre
- Grupo Bauru
- Grupo Caiuá
- Grupo Areado
- Grupo Mata da Corda
- Grupo Pernambuco
- Grupo Coruripe
- Grupo Marizal
- Grupo Ilhas
- Grupo Brotas
- Grupo Santo Amaro
- Grupo Perucaba
- Complexo Alcalino Seis Lagos
- Complexo Alcalino de Anitápolis
- Complexo Alcalino de Lages
- Complexo Alcalino de Jacupiranga
- Complexo Alcalino de Juquiá
- Complexo Alcalino de Tunas
- Complexo Alcalino de Passo Quatro
- Complexo Alcalino de Itatiaia
- Complexo Alcalino de Tinguá
- Complexo Alcalino de Rio Bonito
- Complexo Alcalino de Poços de Caldas
- Complexo Alcalino de Tapira
- Complexo Alcalino de Araxá
- Complexo Alcalino de Serra Negra
- Complexo Alcalino de Serra do Salitre
- Complexo Alcalino de Catalão
- Complexo Alcalino de Santa Fé
- Complexo Alcalino de Iporá

##### Jurássico
- Formação Umarizinho[1]
- Formação Serrote do Limoeiro[1]
- Formação Iborepi[1]

- Formação Missão Velha[8][1][16]
- Formação Brejo Santo[8][1][16]

- Suíte Intrusiva Basalto Rio Ceará-Mirim[1]
- Diques de diabásio Cassiporé
- Dique de diabásio Cururu

- Formação Pastos Bons
- Formação Corda
- Formação Anari
- Formação Tapirapuã
- Formação Mosquito

##### Triássico
- Sienito República
- Suíte Alcalina Fecho dos Morros

- Formação Sambaíba
- Formação Corumbataí
- Formação Rio do Rasto
- Formação Pirambóia
- Grupo Rosário do Sul

#### Paleozoico

##### Permiano
- Formação Poti
- Formação Piauí
- Formação Pedra de Fogo
- Formação Motuca
- Formação Ipixuna
- Formação Aquidauana
- Formação  Teresina
- Formação Serra Alta
- Formação Santa Brígida
- Formação Santa Brígida
- Grupo Itararé
- Grupo Igreja Nova

##### Carbonífero
- Formação Pimenta Bueno
- Formação Fazenda Casa Branca
- Formação Jauru
- Formação Palmares
- Formação Curituba
- Grupo Tapajós
- Grupo Santa Fé

##### Devoniano
- Formação Capoeiras
- Formação Borrachudo
- Formação São Benedito

- Formação Furnas
- Formação Ponta Grossa

- Formação Água Bonita
- Formação Pimenteiras
- Formação Cabeças
- Formação Longá
- Grupo Trombetas
- Grupo Curuá
- Grupo Serra Grande

##### Siluriano
- Grupo Serra Grande[1]
  - Formação Jaicós
  - Formação Tianguá
  - Formação Ipú
- Formação Cariri[8] ou Formação Mauriti[1]
- Formação Cacoal
- Grupo Rio Ivaí
  - Formação Alto Garças
  - Formação Iapó
  - Formação Vila Maria

- Formação Tacaratu
- Formação Inajá

##### Ordoviciano
- Grupo Guaritas[17]
- Formação Piranhas
- Formação Taciba
- Formação Campo Mourão
- Formação Rio Bonito
- Formação Palermo

##### Cambriano
- Suíte Meruoca[1]

- Suíte Intrusiva Pós-Orogênica[1]
- Formação Iara[1]

- Formação Aprazível[1]
- Formação Parapuí[1]
- Formação Pacujá[1]
- Formação Massapê[1]

- Formação Fazenda Fortaleza[1]
- Formação Morada[1]
- Formação Bara do Sairi[1]

- Formação Melancia[1]
- Formação Cococi[1]
- Formação Anjico Torto[1]

- Formação Juá
- Formação Salobro
- Formação Guamá
- Formação Piriá

- Suíte São Vicente

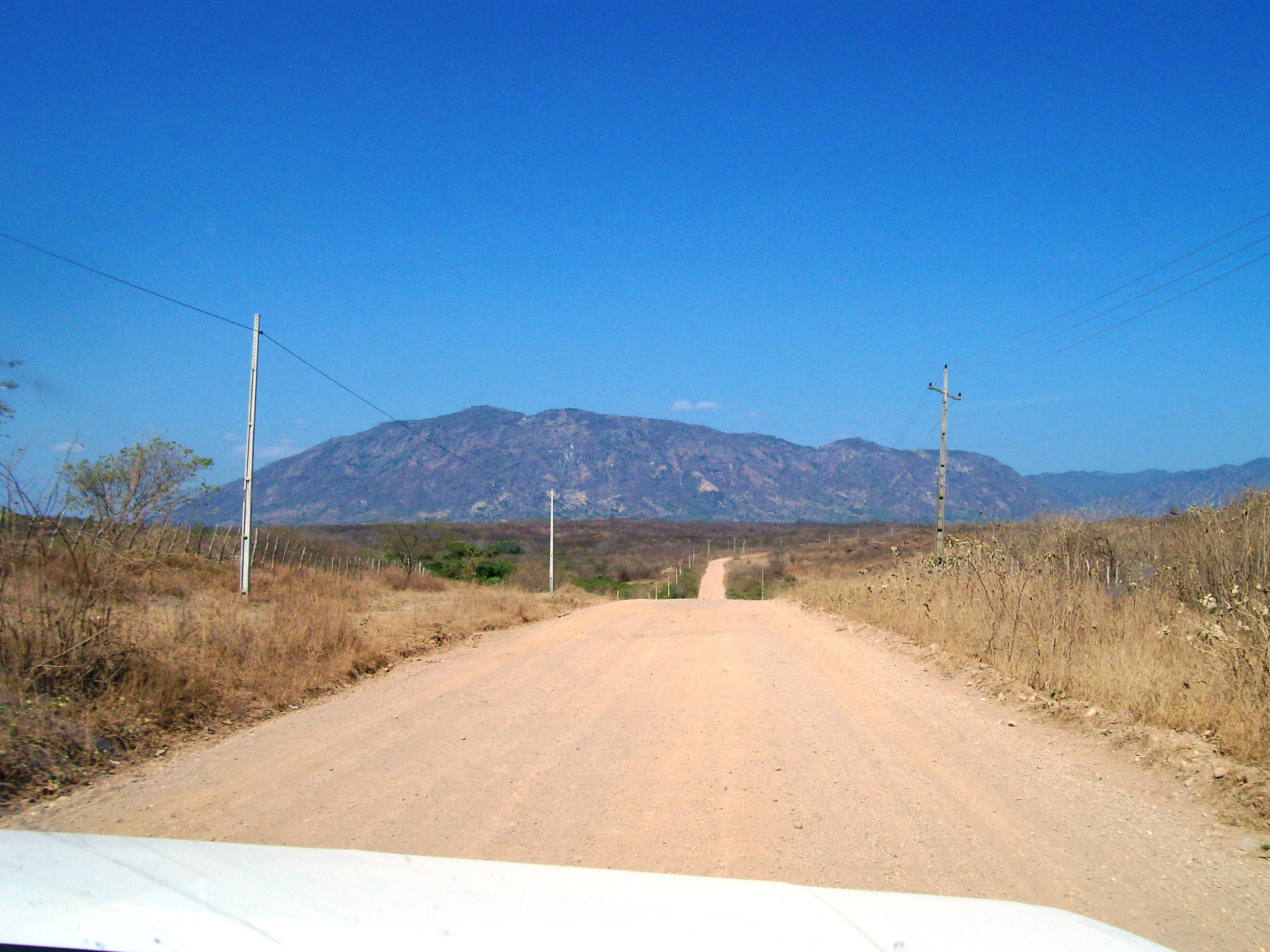
Serra da Meruoca, afloramento da Suíte Meruoca em Sobral, CE

- Granitóides dos Orógenos Araçuaí/Rio Doce e Búzios

- Suíte Alcalina de Canaã

### Proterozoico

#### Neoproterozoico
- Complexo Tamboril-Santa Quitéria[1]

- Unidade Morro dos Torrões[18]
- Unidade Juatama,[1] Complexo Granítico Quixadá-Quixeramobim,[19] ou Suíte Quixadá[20]

- Unidade Lagoa Caiçara[1]
- Grupo Ceará[1]
- Grupo Martinópole[1]
- Grupo Ubajara[1]
- Grupo Cachoeirinha[1]
- Formação Lavras da Mangabeira[1]
- Suíte Intrusiva São João do Sabugi[1]
- Suíte Banabuiú[1]
- Suíte Intrusiva Catingueira[1]
- Suíte Intrusiva Itaporanga[1]
- Suíte Tauá[1]
- Suíte Intrusiva Conceição[1]

- Plutônicas Ediacaranas[1]
- Formação Prosperança[21]
- Grupo Bambuí
- Grupo Macaúbas
- Suíte Rondônia

- Suíte Costa Marques
- Suíte Guapé
- Grupo Alto Paraguai
- Grupo Cuiabá
- Grupo Corumbá
- Grupo Jacadigo
- Grupo Baixo Araguaia
- Complexo ofiolítico da Serra do Tapa
- Complexo ofiolítico de Quatipuru
- Ortognaisses do Oeste de Goiás
- Sequência Metavulcanossedimentar do Arco de Goiás
- Grupo Araxá
- Complexo Granulítico Anápolis-Itauçu
- Grupo Ibiá
- Grupo Vazante
- Formação Topázio
- Grupo Carrancas
- Grupo São João Del-Rey
- Grupo Andrelândia
- Complexo Varginha-Guaxupé
- Complexo Embu
- Complexo Costeiro
- Grupo São Roque
- Grupo Castro
- Supergrupo Açungui
- Formação Campo Alegre
- Formação Guaratubinha
- Formação Gaspar
- Grupo Brusque
- Complexo Pinheiro Machado
- Complexo Porongos
- Complexo Vacacaí
- Complexo Cambaí
- Grupo Santa Bárbara
- Complexo Paraíba do Sul
- Complexo Rio Doce
- Complexo Jequitinhonha
- Grupo Rio Pardo
- Suítes Itabuna e Itarantim
- Grupo Santo Onofre
- Grupo Una
- Grupo Rio Preto
- Grupo Vaza-Barris
- Formação Frei Paulo
- Formação Jacaré
- Grupo Miaba
- Grupo Estância
- Grupo Macururé
- Formação Mandacaru
- Formação Barra Bonita
- Suíte Itaporanga
- Formação Santana dos Garrotes
- Formação Serra do Olho D‘Água
- Complexo Surubim-Caroalina
- Suítes Triunfo e Esperança
- Complexo Salgueiro-Riacho Gravatá
- Complexo São Caetano
- Complexo Riacho da Barreira
- Suíte Recanto-Riacho do Forno
- Grupo Seridó
- Complexo Monte Orebe
- Grupo Ubajara
- Grupo Martinópole
- Nefelina Sienito Brejinho
- Suíte Intrusiva Chaval
- Granitóides Ney Peixoto e outros
- Complexo Alcalino Boca Nova
- Suíte Intrusiva Mapari
  - Complexo alcalino Maecuru
  - Complexo alcalino Maraconaí
- Província Kimberlítica Braúna

#### Mesoproterozoico
- Grupo Novo Oriente[1]
- Grupo Chapada Diamantina
- Grupo Tunuí
- Suítes Intrusivas Tiquié e Içana
- Suíte Intrusiva Uaupés
- Suítes Intrusivas Marauiá, Marié-Mirim e Igarapé Reilau
- Formação Araçá
- Formação Daraá
- Suítes Intrusivas Auaris, Surucucus e Tocobirém
- Cobertura Quasi-Roraima
- Suítes Intrusivas Mucajai e Serra do Prata
- Formação Seringa
- Sienito Mutum
- Suíte Intrusiva Cachoeira Seca
- Suítes Intrusivas Serra da Providência
- Suítes Intrusivas Alto Candeias, São Lourenço-Caripunas, Santo Antônio, Teotônio e Santa Clara
- Alcalinas Canamã e Guariba
- Formação Migrantinópolis (Grupo Nova Brasilândia)
- Formação Palmeiral (= Formação Pacaás-Novos)
- Formação Dardanelos
- Formação Arinos
- Suíte Intrusiva Nova Floresta
- Granito Aripuanã
- Grupo Pontes e Lacerda
- Grupo Aguapeí
- Suítes Intrusivas Santa Helena e Cachoeirinha
- Suíte Intrusiva Rio Branco (Grupo Nova Brasilândia)
- Suíte Intrusiva Rio Alegre
- Grupo Serra da Mesa
- Seqüências Metavulcanossedimentares de Palmeirópolis, Juscelândia e Indaianópolis
- Complexo Alcalino do Peixe
- Seqüência Serra da Malacacheta
- Grupo Paranoá
- Grupo Canastra
- Grupo Votuverava
- Grupo Serra de Itaberaba
- Supergrupo Açungui
- Complexo Brejo Seco
- Complexo Santa Filomena
- Complexo Paulistana
- Complexo Marancó
- Complexo Belém do São Francisco
- Complexo Cabrobó
- Complexo Canindé
- Suíte Chorrochó
- Complexo Vertentes
- Formação Igarapé de Areia
- Formação Vizeu

#### Paleoproterozoico
- Complexo Arábia[1]
- Complexo Granja[1]
- Complexo Troia[1]
- Complexo Algodões[1]
- Complexo Piancó[1]
- Complexo Caicó[1]
- Complexo Jaguaretama[1]
- Complexo Canindé do Ceará[1]
- Complexo Acopiara[1]
- Complexo São Gonçalo[1]
- Unidade Ortognaisse Cipó[1]
- Suíte Madalena[1]
- Complexo Boa Viagem[1]
- Corpo Ortognaisse Serra da Palha[1]
- Unidade Ortognaisse Bananeira[1]
- Suíte Intrusiva Cedro[1]
- Suíte Itapiúna[1]
- Formação Quixaba[1]
- Suíte Intrusiva Serra do Deserto[1]
- Grupo Serra de São José[1]
- Unidade Saquinho[1]
- Supergrupo Minas
- Supergrupo Espinhaço
- Complexo Cauaburi
- Complexo Urariqüera
- Grupo Surumu
- Suítes Intrusivas Saracura (Magmatismo Uatumã) e Pedra Pintada
- Supergrupo Roraima
- Grupo Cauarane
- Suíte Metamórfica Rio Urubu
- Suíte Metamórfica Jauaperi
- Suítes Intrusivas Mapuera (Magmatismo Uatumã) e Água Branca
- Grupo Iricoumé (Magmatismo Uatumã)
- Grupo Urupi
- Grupo Vila Nova
- Grupo Serra Lombarda
- Grupo Cigano, Formação Papa Vento e suítes plutônicas
- Plutônicas Alcalinas Mapari e Boa Macaca
- Suíte Granítica São Jorge
- Suíte Máfica-Ultramáfica Cateté
- Suíte Granítica Seringa
- Suíte Granítica Serra dos Carajás
- Suíte Granítica Cigano
- Suíte Granítica Gradaús
- Suíte Granítica Bannach
- Suíte Granítica Redenção
- Grupo Iriri (Magmatismo Uatumã)
- Supergrupo Gorotire
- Suíte Intrusiva Teles Pires
- Suíte Intrusiva Maloquinha (Magmatismo Uatumã)
- Suíte Intrusiva Parauari
- Suíte Intrusiva Creporizão
- Complexo Cuiú-Cuiú
- Grupo Beneficente
- Suíte Intrusiva Colider
- Suíte Intrusiva Matupá
- Suíte Intrusiva Juruena
- Suíte Intrusiva Teles Pires
- Suíte Intrusiva São Romão
- Suíte Intrusiva São Pedro
- Grupo Roosevelt
- Complexo Jamari
- Grupo Mutum-Paraná
- Complexo Guaporé
- Complexo Grupo Alto Jauru
- Complexo Rio Apa
- Associação Metamórfica Alto Tererê
- Supersuíte Amogüijá
- Sequência Silvânia
- Sequência Rio Veríssimo
- Sequência Maratá
- Sequência Rio do Peixe
- Sequência Metavulcanos-sedimentar de São Domingos
- Complexo Barro Alto
- Complexo Niquelândia
- Complexo Cana Brava
- Complexo Rio dos Mangues
- Suíte Serrote
- Gnaisse Cantão
- Grupo Rio do Côco
- Grupo Natividade
- Grupo Riachão do Ouro
- Complexo Almas-Cavalcante
- Grupo Araí
- Grupo Gurupi
- Grupo Aurizona
- Suíte Intrusiva Tromaí
- Suíte Intrusiva Rosário
- Suíte Intrusiva Tracuateaua
- Complexo Maracaçumé
- Complexo Ceará
- Complexo Jaguaretama
- Complexo Acopiara
- Complexo Caicó
- Complexo Piancó
- Complexo Poço da Cruz
- Suíte Várzea Alegre
- Complexo João Câmara
- Complexo Serrinha-Porto Velho
- Complexo Santa Cruz
- Complexo Salgadinho
- Complexo Pão de Açúcar
- Complexo Sertânia
- Complexo Floresta
- Grupo OrósJaguaribe
- Grupo Serra São José
- Complexo Itaizinho
- Complexo Barro
- Grupo Colomi
- Grupo Xique-Xique
- Complexo Carbonatítico Angico do Dias
- Grupo Jacobina
- Greenstone Belt Rio Itapicuru
- Sienito Serra de Itiúba
- Complexo Saúde
- Complexo Gnáissico-Migmatítico Formosa do Rio Preto
- Complexo Contendas-Mirante
- Suíte Intrusiva Lagoa Real
- Suíte Monzo-Sienítica de Guanambi (Cara Suja, Ceraíma, etc.)
- Complexo Gnáissico-Migmatítico de Correntina
- Suíte Borrachudos
- Complexo Juiz de Fora
- Suíte Alto Maranhão
- Complexo São Bento do Tôrres
- Complexo Região dos Lagos
- Suíte Quirino
- Complexo São Gonçalo de Sapucaí, Gnaisse Heliodora, Suíte Serra de São Gonçalo
- Complexo Atuba
- Complexo Itatins
- Complexo Águas Mornas
- Complexo Encantadas e Suíte Metamórfica Várzea do Capivarita

### Arqueano

#### Neoarqueano
- Complexo Cruzeta
- Complexo Granjeiro
- Complexo Granulítico-Charnockítico do limite Amapá-Pará
- Anfibolito Itatá
- Micaxisto Bacajá
- Grupo São Manuel
- Grupo Misteriosa
- Grupo Alto Bonito
- Grupo Grão Pará
- Grupo Igarapé Pojuca
- Grupo Igarapé Bahia
- Grupo Rio Novo
- Grupo Igarapé Salobro
- Grupo Buritirama
- Grupo São Sebastião
- Grupo Tapirapé
- Grupo Aquiri
- Granito Plaquê
- Formação Águas Claras
- Grupo Rio Fresco
- Grupo Gemaque
- Granitóide São José do Campestre
- Complexo Cabaceiras
- Greenstone Belt de Barreiro
- Greenstone Belt de Lagoa do Alegre
- Greenstone Belt de Rio Salitre
- Complexo Tanque Novo-Ipirá
- Complexo Básico-Ultrabásico de Campo Formoso
- Complexo Caraíba
- Complexo Itabaiana-Simão Dias
- Complexo Acajutiba-Riachão Dantas
- Complexo Granulítico Esplanada-Boquim
- Suíte São José do Jacuípe
- Complexo Jequié
- Complexo Itabuna
- Complexo Boquira
- Complexo Ibiajara
- Complexo Licinio de Almeida
- Complexo Urandi
- Sequência Vulcanossedimentar Riacho dos Machados
- Grupo Costa Sena
- Complexo Procrane
- Grupo Nova Lima
- Grupo Maquiné
- Grupo Quebra Osso
- Granodiorito Caio Martins
- Granito Florestal
- Complexo Serra Negra
- Complexo Granulítico de Santa Catarina
- Complexo Santa Maria Chico

- Complexo Guianense
- Complexo Xingu
- Suíte Metamórfica Bacajaí

#### Mesoarqueano
- Metatonalito Cupixi
- Complexo Xingu
- Complexo Pium
- Terreno Granito-Greenstone Rio Maria
- Complexo Colmeia
- Complexo Brejinho
- Complexo Senador Elói de Souza
- Complexo Nicolau/Campo Grande
- Complexo Jirau do Ponciano
- Complexo Riacho Seco
- Complexo Uauá
- Complexo Santa Luz
- Greenstone Belt Itapicuru
- Greenstone Belt Mundo Novo
- Complexo Paramirim
- Greenstone Belt de Riacho de Santana
- Complexo Contendas-Mirante
- Soleira do Rio Jacaré
- Greenstone Belt do Bloco do Gavião
- Complexo Gnáissico-Migmatítico Itapetinga
- Complexo Santa Isabel
- Complexo Januária
- Complexo Porteirinha
- Complexo Guanhães
- Greenstone Belts de Serro e Rio Mata Cavalo
- Complexo de Gouvêa
- Complexo Belo Horizonte
- Complexo Bação
- Complexo Santa Bárbara
- Complexo Mantiqueira
- Greenstone Belt de Pium-hí
- Greenstone Belt de Fortaleza de Minas
- Complexo Divinópolis
- Complexo Lavras
- Complexo Campo Belo
- Complexo Bomfim
- Complexo Campos Gerais
- Complexo Amparo
- Complexo Granito-Gnáissico Indiferenciado de Goiás
- Greenstone Belt de Goiás Velho
- Greenstone Belt de Crixás
- Greenstone Belt de Guarinos
- Greenstone Belt de Pilar de Goiás
- Complexo Granulítico Porangatu

#### Paleoarqueano
- Complexo Presidente Juscelino e Metatonalito Bom Jesus
- Complexo Gnáissico-Migmatítico Sobradinho-Remanso
- Complexo Mairi
- Complexo Gavião
- Domos de Sete Voltas e Boa Vista / Mata Verde e correlatos
- Complexo Gnáissico-Migmatítico Riacho de Santana
- Migmatito de Campo Belo

## Litoestratigrafia

### Bacia do Acre
- [Sem Grupo] 
  - Formação Solimões (MORAES REGO, 1930)
- Grupo Jaquirana
  - Formação Ramon (BOUMAN, 1959)
  - Formação Divisor (MOURA, 1936)
  - Formação Rio Azul (OLIVEIRA & LEONARDOS, 1943)
  - Formação Moa (OPPENHEIM, 1937)
- [Sem Grupo]
  - Formação Juruá Mirim (MIURA, 1972)
  - Formação Rio do Moura
  - Formação Cruzeiro do Sul
  - Formação Apuí
  - [Formação inominada]
- Embasamento 
  - Faixa Móvel Rondoniana-San Ignácio

### Bacia do Solimões
- Grupo Javari
  - Formação Solimões (MORAES REGO, 1930)
  - Formação Alter do Chão (KISTLER, 1954)
- Grupo Tefé
  - Formação Fonte Boa
  - Formação Carauari
  - Formação Juruá
- Grupo Marimari
  - Formação Jandiatuba
    - Membro Jaraqui

  - Formação Uerê
    - Membro Arauá
- [Sem grupo]
  - Formação Jutaí
  - Formação Biá
  - Formação Benjamin Constant
- Embasamento
  - Província Rio Negro-Juruena
  - [Cinturão Móvel Rondoniense-San Inácio]

### Bacia do Amazonas
- Grupo Javari
  - Formação Solimões (MORAES REGO, 1930)
  - Formação Marajó (SCHALLER et al., 1971)
  - Formação Alter do Chão (KISTLER, 1954)
- Grupo Tapajós (SANTOS et al., 1975)
  - Formação Andirá (CAPUTO et al., 1971)
  - Formação Nova Olinda (KISTLER, 1954)
    - Membro Arari
    - Membro Fazendinha

  - Formação Itaituba (HARTT, 1874)
  - Formação Monte Alegre (FREYDANK & KROMMELBEIN, 1957)
- [Sem grupo]
  - Formação Faro (LANGE, 1967)
- Grupo Curuá (DERBY, 1877)
  - Formação Oriximiná (CAPUTO et al., 1971)
  - Formação Curiri (LANGE, 1967)
  - Formação Barreirinha (CARVALHO, 1926)
    - Membro Uraria
    - Membro Urubu
    - Membro Abacaxis
- Grupo Urupadi
  - Formação Ererê (DERBY, 1877)
  - Formação Maecuru (DERBY, 1949)
- Grupo Trombetas (DERBY, 1898)
  - Formação Jatapu (LANGE, 1967)
  - Formação Manacapuru (CAROZZI et al., 1973)
  - Formação Pitinga (BREITBACH, 1957)
  - Formação Nhamundá (BREITBACH, 1957)
  - Formação Autás Mirim (CAPUTO et al., 1971)
- Grupo Purus
  - Formação Acari (CAPUTO et al., 1971)
  - Formação Prosperança (PAIVA, 1929)
- Embasamento
  - Província Amazônia Central
  - Faixa móvel ocidental Ventuari-Tapajós
  - Faixa móvel oriental Maroni-Itacaiúnas

### Bacia do Parnaíba
- [Sem grupo]
  - Formação Itapecuru (CAMPBELL, 1950)
  - Formação Corda (LISBOA, 1914)
  - Formação Grajaú (LISBOA, 1914)
  - Formação Codó (CAMPBELL et al., 1949)
  - Formação Sardinha (AGUIAR, 1969)
  - Formação Pastos Bons (LISBOA, 1914)
  - Formação Mosquito (AGUIAR, 1969)
- Grupo Balsas
  - Formação Sambaíba (PLUMMER et al., 1948)
  - Formação Motuca (PLUMMER et al., 1948)
  - Formação Pedra de Fogo (PLUMMER et al., 1948)
  - Formação Piauí (SMALL, 1914)
- Grupo Canindé
  - Formação Poti (PAIVA & MIRANDA, 1937)
  - Formação Longá (ALBUQUERQUE & DEQUECH, 1946)
  - Formação Cabeças (PLUMMER et al., 1948)
  - Formação Pimenteiras (SMALL, 1914)
  - Formação Itaim (KEGEL, 1953)
- Grupo Serra Grande
  - Formação Jaicós (PLUMMER et al., 1948)
  - Formação Tianguá
  - Formação Ipu (CAMPBELL, 1948)
- [Sem grupo]
  - Formação Jaibaras (OLIVEIRA & LEONARDOS, 1943)
- Embasamento
  - Faixa de dobramento Tocantins
  - Província do Parnaíba
  - Província Borborema

### Bacia do Paraná
- Superseqüência Bauru (MILANI, 1997)
  - Grupo Caiuá (WASHBURNE, 1930)
    - Formação Rio Paraná
    - Formação Goio Erê
    - Formação Santo Anastácio (LANDIM & SOARES, 1976)

  - Grupo Bauru (GONZAGA DE CAMPOS, 1905)
    - Formação São José do Rio Preto (SUGUIO et al., 1977)
    - Formação Presidente Prudente
    - Formação Marília (ALMEIDA & BARBOSA, 1953)
    - ["Formação Adamantina" (SOARES et al., 1980)]
      - Formação Vale do Rio do Peixe
      - Formação Araçatuba (SUGUIO et al., 1977)

    - Formação Uberaba (RIMANN, 1915)
    - Analcimitos Taiúva
- Superseqüência Gondwana III (MILANI, 1997)
  - ["Grupo São Bento" (WHITE, 1906)]
    - Formação Serra Geral (WHITE, 1906)
      - Membro Nova Prata

    - Formação Botucatu (GONZAGA DE CAMPOS, 1889)
- Superseqüência Gondwana II (MILANI, 1997)
  - ["Formação Caturrita" (BORTOLUZZI, 1974)]
  - Formação Santa Maria (MORAES REGO, 1930)
    - ["Membro Alemoa" (BORTOLUZZI, 1974)]
    - ["Membro Passo das Tropas" (BORTOLUZZI, 1974)]
- Superseqüência Gondwana II (MILANI, 1997)
  - [Sem grupo]
    - Formação Pirambóia (PACHECO, 1927)
    - Formação Sanga do Cabral (ANDREIS et al., 1980)

  - Grupo Passa Dois (WHITE, 1906)
    - Formação Rio do Rasto (WHITE, 1906)
      - Membro Morro Pelado (GORDON, 1947)
      - Membro Serrinha (MORAES REGO, 1930)

    - Formação Teresina (MORAES REGO, 1930) [Formação Corumbataí (ANDRADA E SILVA & ANDRADA, 1827)]
    - Formação Serra Alta (GORDON, 1947)
    - Formação Irati (WHITE, 1908)
      - Membro Assistência (BARBOSA & GOMES, 1958)
      - Membro Taquaral (BARBOSA & ALMEIDA, 1949)

  - Grupo Guatá (GORDON, 1947)
    - Formação Palermo (WHITE, 1906)
    - Formação Rio Bonito (WHITE, 1906)
      - Membro Siderópolis (SCHNEIDER et al. 1974)
      - Membro Paraguaçu (LOCZY, 1964)
      - Membro Triunfo (SCHNEIDER et al. 1974)

  - Grupo Itararé (OLIVEIRA, 1916)
    - Formação Taciba
      - Membro Rio do Sul

    - Formação Campo Mourão
    - Formação Aquidauana (LISBOA, 1909)
    - Formação Lagoa Azul
      - Membro Campo do Tenente (SCHNEIDER et al. 1974)
- Superseqüência Paraná (MILANI, 1997)
  - Grupo Paraná (MORAES REGO, 1940)
    - Formação Ponta Grossa (OLIVEIRA, 1912)
      - Diamictito Ortigueira
      - Membro São Domingos (MAACK, 1947)
      - Membro Tibagi (OLIVEIRA, 1912)
      - Membro Jaguariaíva (LANGE & PETRI, 1967)

    - Formação Furnas (OLIVEIRA, 1912)
- Superseqüência Rio Ivaí (MILANI, 1997)
  - Grupo Rio Ivaí
    - Formação Vila Maria (FARIA & REIS NETO, 1978)
    - Formação Iapó (MAACK, 1947)
    - Formação Alto Garças
- Embasamento
  - [Província Paraná]

### Bacia do Tacutu
- [Sem grupo]
  - Formação Boa Vista (ANDRADE RAMOS, 1956)
- Grupo Rewa
  - Formação Tucano
  - Formação Tacutu (RAMGRAB, 1971) ["Formação Roraima"]
  - Formação Pirara
  - Formação Manari
  - Formação Apoteri (BARRON, 1966)
- [Sem grupo]
  - Dolerito Taiano (AMARAL, 1974)
- Embasamento
  - Grupo Surumu
  - Faixa Móvel Maroni-Itacaiúnas do Cráton Amazônico

### Bacia da Foz do Amazonas
- Formação Tucunaré (SCHALLER et al., 1971)
- Formação Pirarucu (SCHALLER et al., 1971)
- Formação Cabo Orange (MUNIZ & DALL'AGNOL, 1974)
- Formação Marajó (SCHALLER et al., 1971)
- Formação Amapá (SCHALLER et al., 1971)
- Formação Travosas
- Formação Limoeiro (SCHALLER et al., 1971)
- Formação Cassiporé
- Formação Codó (CAMPBELL et al. 1949)
- Formação Cassiporé
- Formação Calçoene
- Embasamento
  - [Faixa Móvel Rokelides]
  - Faixa Paraguai-Araguaia

### Bacia do Marajó
- Grupo Pará (KATZER, 1898)
  - Formação Tucunaré (SCHALLER et al., 1971)
- [Sem grupo]
  - Formação Barreiras (MORAES REGO, 1930)
  - Formação Marajó (SCHALLER et al., 1971)
  - Formação Limoeiro (SCHALLER et al., 1971)
  - Formação Anajás
  - Formação Jacarezinho (SCHALLER et al., 1971)
  - Formação Itapecuru (CAMPBELL, 1950)
  - Formação Breves
- Grupo Trombetas (DERBY, 1898)
  - Formação Manacapuru (CAROZZI et al., 1973)
  - Formação Pitinga
  - Formação Nhamundá (BREITBACH, 1957) / Autás-Mirim (CAPUTO et al., 1971)
- Embasamento
  - Faixa Móvel Paraguai-Araguaia
  - [Faixa Gurupi]

### Bacia do Pará-Maranhão
- Grupo Humberto de Campos (PAMPLONA, 1969)
  - Formação Areinhas (PAMPLONA, 1969)
  - Formação Ilha de Santana (PAMPLONA, 1969)
  - Formação Travossas
- Grupo Caju (PAMPLONA, 1969)
- Grupo Canárias (NOGUTI, 1967)
- [Sem grupo]
  - Formação Codó (CAMPBELL et al., 1949)
  - [Formação inominada]
- Grupo Canindé
  - Formação Cabeças (PLUMMER et al., 1948)
  - Formação Pimenteiras (SMALL, 1914)
  - Formação Itaím (KEGEL, 1953)
- Embasamento
  - Faixa Móvel Santa Luzia-Viseu
  - Cráton de São Luís

### Bacia de Barreirinhas
- [Sem grupo]
  - Formação Pirabas (MAURY, 1924)
  - Formação Barreiras (MORAES REGO, 1930)
- Grupo Humberto de Campos (PAMPLONA, 1969)
  - Formação Areinhas (PAMPLONA, 1969)
  - Formação Ilha de Santana (PAMPLONA, 1969)
  - Formação Travosas
- Grupo Caju (PAMPLONA, 1969)
  - Formação Bonfim (PAMPLONA, 1969) [Formação Barreirinhas (MESNER & WOLDRIDGE, 1964)]
  - Formação Preguiças (PAMPLONA, 1969)
  - Formação Periá (DE BOER, 1965)
- Grupo Canárias (NOGUTI, 1967) / Caju (PAMPLONA, 1969)
  - Formação Bonfim (PAMPLONA, 1969) / Preguiças
  - Formação Barro Duro (PAMPLONA, 1969)
  - Formação Arpoador (PAMPLONA, 1969)
- [Sem grupo]
  - Formação Codó (CAMPBELL et al., 1949)
  - [Formação inominada]
- Grupo Canindé
  - Formação Cabeças (PLUMMER et al., 1948)
  - Formação Pimenteiras (SMALL, 1914)
  - Formação Itaím (KEGEL, 1953)
- Embasamento
  - Faixa Gurupi
  - Cráton de São Luís
  - [Província Borborema]

### Bacias de Bragança-Viseu, São Luís e Ilha Nova
Bacias de Bragança-Viseu, São Luís e Ilha Nova
- [Sem grupo]
  - Formação Barreiras (MORAES REGO, 1930)
  - Formação Pirabas (MAURY, 1924)
- Grupo Humberto de Campos (PAMPLONA, 1969) 
  - Formação Areinhas (PAMPLONA, 1969)
- Grupo Caju (PAMPLONA, 1969) 
  - Formação Periá (DE BOER, 1965)
- [Sem grupo]
  - Formação Itapecuru (CAMPBELL, 1950) ["Formação Alcântara" (CUNHA, 1968)]
  - Formação Codó (CAMPBELL et al., 1949)
  - Formação Grajaú (LISBOA, 1914)
  - Formação Bragança
  - Formação Pimenteiras (SMALL, 1914)
  - Formação Bequimão
- Embasamento
  - [Faixa Móvel Gurupi]
  - [Cráton de São Luís]
    - [Porção infracrustal arqueana]
    - [Faixa Móvel Santa Luzia-Viseu]

### Bacia do Ceará
- Formação Barreiras (MORAES REGO, 1930)
- Formação Tibau (CAMPOS E SILVA, 1966)
- Formação Guamaré (SOUZA, 1982)
- Formação Ubarana (MAYER, 1974)
  - Membro Itapagé
  - Membro Uruburetama
- Formação Paracuru
  - Membro Trairi
- Formação Mundaú
- Embasamento
  - Província Borborema

### Bacia Potiguar
- Grupo Agulha
  - Formação Barreiras (MORAES REGO, 1930)
  - Formação Tibau (CAMPOS E SILVA, 1966)
  - Formação Guamaré (SOUZA, 1982)
  - Formação Macau (MAYER, 1974)
  - Formação Ubarana (MAYER, 1974)
- Grupo Apodi (OLIVEIRA & LEONARDOS, 1943) 
  - Formação Jandaíra (SAMPAIO & SCHALLER, 1968)
  - Formação Quebradas (SOUZA, 1982)
    - Membro Porto do Mangue
    - Membro Redonda

  - Formação Ponta do Mel (TIBANA & TERRA, 1981)
  - Formação Açu (KREIDLER & ANDERY, 1949)
- Grupo Areia Branca
  - Formação Alagamar (SOUZA, 1982)
    - Membro Galinhos (SOUZA, 1982)
    - Camadas Ponta do Tubarão (CPT) (SOUZA, 1982)
    - Membro Upanema (SOUZA, 1982)
    - Membro Canto do Amaro

  - Formação Pescada
    - Membro Cristóvão

  - Formação Pendência (SOUZA, 1982)
    - Membro Lagoa do Queimado
- Embasamento
  - Província Borborema

### Bacia do Araripe

#### Grupo Chapada
- Formação Exu
- Formação Araripina

#### Grupo Santana
- Formação Romualdo
- Formação Ipubi
- Formação Crato
- Formação Barbalha

#### Grupo Vale do Cariri
- Formação Abaiara
- Formação Missão Velha
- Formação Brejo Santo

#### Sem grupo
- Formação Cariri

### Bacia do Rio do Peixe

#### Grupo Rio do Peixe
- Formação Antenor Navarro
- Formação Sousa
- Formação Rio Piranhas

### Bacia de Pernambuco-Paraíba
- Sedimentos de praia e aluviões (SPA)
- Formação Barreiras (MORAES REGO, 1930)
- Formação Marituba (SCHALLER, 1969)
- Formação Algodoais (LIMA FILHO, 1994, Lima Filho)
- Formação Maria Farinha (RATHBUN, 1875)
- Formação Calumbi (BENDER, 1957)
- Formação Gramame (OLIVEIRA, 1940)
- Formação Itamaracá (KEGEL, 1955)
- Formação Beberibe (KEGEL, 1955)
- Formação Estiva (MAURY, 1930)
- Suíte Ipojuca (AMARAL & MENOR, 1979)
- Formação Cabo (COBRA, 1960)
- Embasamento
  - [Província Borborema]
    - Maciço Pernambuco-Alagoas

### Bacia de Sergipe-Alagoas

#### Sub-bacia de Sergipe
Sub-bacia de Sergipe
- Grupo Piaçabuçu
  - Formação Barreiras (MORAES REGO, 1930)
  - Formação Mosqueiro (FIGUEIREDO & MORALES, 1973)
  - Formação Marituba (SCHALLER, 1969)
  - Formação Calumbi (BENDER, 1957)
- Grupo Sergipe (OLIVEIRA, 1924)
  - Formação Cotinguiba (SCHALLER, 1969)
    - Membro Aracaju (SCHALLER, 1969)
    - Membro Sapucari (CAMPBELL, 1948)

  - Formação Riachuelo (CAMPBELL, 1948)
    - Membro Taquari (SCHALLER, 1969)
    - Membro Maruim (HARTT, 1870)
    - Membro Angico (CHAVES, 1963)
- Grupo Coruripe (SCHALLER, 1969)
  - Formação Muribeca (BENDER, 1957)
    - Membro Oiteirinhos (SCHALLER, 1969)
    - Membro Ibura (PETRI, 1962)
    - Membro Carmópolis (SCHALLER, 1969)

  - Formação Maceió (SCHALLER, 1969)
  - Formação Rio Pitanga (SCHALLER, 1969)
  - Formação Coqueiro Seco (SCHALLER, 1969)
  - Formação Barra de Itiúba (KREIDLER & ANDERY, 1948)
  - Formação Morro do Chaves (SCHALLER, 1969)
  - Formação Penedo (KREIDLER & ANDERY, 1948)
  - Formação Feliz Deserto
- Grupo Perucaba 
  - Formação Serraria (PERRELLA, 1963)
  - Formação Bananeiras (SCHALLER, 1969)
  - Formação Candeeiro (SCHALLER, 1969)
- Grupo Igreja Nova (KREIDLER & ANDERY, 1948)
  - Formação Aracaré (PERRELLA, 1963)
  - Formação Batinga (BENDER, 1957)
    - Membro Boacica (SCHALLER, 1969)
    - Membro Mulungu (SCHALLER, 1969)
- [Sem grupo]
  - Formação Estância (BRANNER, 1913)
- Embasamento
  - Faixa Sergipana
    - [Grupo Miaba]
    - [Vaza-Barris]

#### Sub-bacia de Alagoas
Sub-bacia de Alagoas
- Grupo Piaçabuçu
  - Formação Barreiras (MORAES REGO, 1930)
  - Formação Mosqueiro (FIGUEIREDO & MORALES, 1973)
  - Formação Marituba (SCHALLER, 1969)
  - Formação Calumbi (BENDER, 1957)
- Grupo Sergipe (OLIVEIRA, 1924)
  - Formação Cotinguiba (SCHALLER, 1969)
    - Membro Aracaju (SCHALLER, 1969)

  - Formação Riachuelo (CAMPBELL, 1948)
    - Membro Taquari (SCHALLER, 1969)
    - Membro Maruim (HARTT, 1870)
    - Membro Angico (CHAVES, 1963)
- Grupo Coruripe (SCHALLER, 1969)
  - Formação Muribeca (BENDER, 1957)
    - Membro Ibura (PETRI, 1962)
    - Membro Carmópolis (SCHALLER, 1969)

  - Formação Maceió (SCHALLER, 1969)
    - Membro Tabuleiro dos Martins (SCHALLER, 1969)
    - Membro Ponta Verde (SCHALLER, 1969)

  - Formação Coqueiro Seco (SCHALLER, 1969)
  - Formação Poção
  - Formação Morro do Chaves  (SCHALLER, 1969)
  - Formação Barra de Itiúba (KREIDLER & ANDERY, 1948)
  - Formação Penedo (KREIDLER & ANDERY, 1948)
  - Formação Feliz Deserto
- Grupo Perucaba
  - Formação Serraria (PERRELLA, 1963)
  - Formação Bananeiras (SCHALLER, 1969)
  - Formação Candeeiro (SCHALLER, 1969)
- Grupo Igreja Nova (KREIDLER & ANDERY, 1948)
  - Formação Aracaré (PERRELLA, 1963)
  - Formação Batinga (BENDER, 1957)
    - Membro Boacica (SCHALLER, 1969)
    - Membro Mulungu (SCHALLER, 1969)
- Embasamento
  - [Província Borborema]
    - Maciço Pernambuco-Alagoas

### Bacia de Jacuípe
- Grupo Espírito Santo (ASMUS et al., 1971) 
  - Formação Rio Doce (ASMUS et al., 1971)
  - Formação Caravelas (CARVALHO & GARRIDO, 1965)
  - Formação Urucutuca (CARVALHO, 1965)
- Grupo Camamu (NICOLAY, 1870) 
  - Formação Algodões (MAURY, 1930)
  - Formação Taipus-Mirim (GAMA JUNIOR, 1974)
- Grupo Almada (SOUZA, 1884) 
  - Formação Rio de Contas
- Embasamento
  - Cráton do São Francisco

### Bacia do Recôncavo-Tucano-Jatobá

#### Sub-bacia do Recôncavo
- [Sem grupo]
  - Formação Barreiras (MORAES REGO, 1930)
  - Formação Sabiá (GHIGNONE, 1967)
  - Formação Marizal (BRAZIL, 1948)
- Grupo Massacará (VIANA et al., 1970)
  - Formação São Sebastião (TAYLOR, 1948)
- Grupo Ilhas (OLIVEIRA & LEONARDOS, 1943)
  - Formação Taquipe
  - Formação Pojuca (VIANA et al., 1970)
    - Membro Santiago (BARNES, 1949)

  - Formação Marfim (VIANA et al., 1970)
- [Sem grupo]
  - Formação Salvador (VIANA et al., 1970)
    - Membro Sesmaria
- Grupo Santo Amaro (TAYLOR, 1948)
  - Formação Maracangalha (PACK & ALMEIDA, 1947)
    - Membro Pitanga-Caruaçu (SHEARER, 1946; VIANA et al., 1970)

  - Formação Candeias (MOURA, 1943) 
    - Membro Gomo (VIANA et al., 1970)
    - Membro Tauá (VIANA et al., 1970)

  - Formação Água Grande (VIANA et al., 1970)
  - Formação Itaparica (PACK & ALMEIDA, 1945)
- Grupo Brotas (PACK & ALMEIDA, 1947)
  - Formação Sergi (TAYLOR, 1948)
  - Formação Aliança (BARNES, 1950) 
    - Membro Capianga (VIANA et al., 1970)
    - Membro Boipeba (VIANA et al., 1970)
- [Sem grupo]
  - Formação Afligidos (VIANA et al., 1970) 
    - Membro Cazumba
    - Membro Pedrão
- Embasamento
  - Cráton do São Francisco

#### Sub-bacias de Tucano Sul e Central
- [Sem grupo]
  - Sedimentos de praia e aluviões (SPA)
  - Formação Barreiras (MORAES REGO, 1930)
  - Formação Marizal (BRAZIL, 1948)
- Grupo Massacará (VIANA et al., 1970) 
  - Formação Poço Verde (BRAZIL, 1948)
  - Formação São Sebastião (TAYLOR, 1948)
- Grupo Ilhas (OLIVEIRA & LEONARDOS, 1943) 
  - Formação Taquipe
  - Formação Pojuca (VIANA et al., 1970)
  - Formação Marfim (VIANA et al., 1970)
- [Sem grupo]
  - Formação Salvador (VIANA et al., 1970)
- Grupo Santo Amaro (TAYLOR, 1948) 
  - Formação Candeias (MOURA, 1943) 
    - Membro Tauá (VIANA et al., 1970)

  - Formação Água Grande (VIANA et al., 1970)
  - Formação Itaparica (PACK & ALMEIDA, 1945)
- Grupo Brotas (PACK & ALMEIDA, 1947) 
  - Formação Sergi (TAYLOR, 1948)
  - Formação Aliança (BARNES, 1950) 
    - Membro Capianga (VIANA et al., 1970)
    - Membro Boipeba (VIANA et al., 1970)
- [Sem grupo]
  - Formação Afligidos (VIANA et al., 1970) 
    - Membro Cazumba
    - Membro Pedrão
- Embasamento
  - Cráton do São Francisco
  - Faixa de Dobramentos Sergipana

#### Sub-bacia de Tucano Norte e Bacia de Jatobá
- [Sem grupo]
  - Sedimentos de praia e aluviões (SPA)
  - Formação Marizal (BRAZIL, 1948)
- Grupo Massacará (VIANA et al., 1970) 
  - Formação São Sebastião (TAYLOR, 1948)
- Grupo Ilhas (OLIVEIRA & LEONARDOS, 1943)
- [Sem grupo]
  - Formação Salvador (VIANA et al., 1970)
- Grupo Santo Amaro (TAYLOR, 1948) 
  - Formação Candeias (MOURA, 1943)
  - Formação Itaparica (PACK & ALMEIDA, 1945)
- Grupo Brotas (PACK & ALMEIDA, 1947) 
  - Formação Sergi (TAYLOR, 1948)
  - Formação Aliança (BARNES, 1950) 
    - Membro Capianga (VIANA et al., 1970)
    - Membro Boipeba (VIANA et al., 1970)
- [Sem grupo]
  - Formação Santa Brígida (BRAZIL, 1948)
    - Membro Ingá (GHIGNONE, 1963)
    - Membro Caldeirão (GHIGNONE, 1963)

  - Formação Curituba (BRAZIL, 1948)
- Grupo Jatobá (MORAES, 1928; BARRETO, 1968)
  - Formação Inajá (BARBOSA et al., 1970)
  - Formação Tacaratu (MORAES REGO, 1936)
- Embasamento
  - [Província Borborema]
    - Maciço Pernambuco-Alagoas

  - Faixa Segipana

### Bacia de Camamu
- Grupo Espírito Santo (ASMUS et al., 1971)
  - Formação Rio Doce (ASMUS et al., 1971)
  - Formação Caravelas (CARVALHO & GARRIDO, 1965)
  - Formação Urucutuca (CARVALHO, 1965)
- Grupo Camamu (NICOLAY, 1870)
  - Formação Algodões (MAURY, 1930)
    - Membro Germânia
    - Membro Quiepe

  - Formação Taipus-Mirim (GAMA JUNIOR, 1974)
    - Membro Igrapiúna
    - Membro Serinhaém
    - Membro Itacaré
- Grupo Almada (SOUZA, 1884)
  - Formação Rio de Contas
    - Membro Mutá
    - Membro Ilhéus (ABREU, 1936)

  - Formação Morro do Barro (VIANA et al., 1970)
    - Membro Tinharé
    - Membro Jiribatuba
- Grupo Santo Amaro (TAYLOR, 1948)
  - Formação Candeias (MOURA, 1943)
    - Membro Tauá (VIANA et al., 1970)

  - Formação Água Grande (VIANA et al., 1970)
  - Formação Itaparica (PACK & ALMEIDA, 1945)
- Grupo Brotas (PACK & ALMEIDA, 1947)
  - Formação Sergi (TAYLOR, 1948)
  - Formação Aliança (BARNES, 1950)
    - Membro Capianga (VIANA et al., 1970)
    - Membro Boipeba (VIANA et al., 1970)
- [Sem grupo]
  - Formação Afligidos (VIANA et al., 1970)
    - Membro Cazumba
    - Membro Pedrão
- Embasamento
  - Cráton do São Francisco

### Bacia de Almada
- Grupo Espírito Santo (ASMUS et al., 1971)
  - Formação Barreiras (MORAES REGO, 1930)
  - Formação Rio Doce (ASMUS et al., 1971)
  - Formação Caravelas (CARVALHO & GARRIDO, 1965)
  - Formação Urucutuca (CARVALHO, 1965)
- Grupo Camamu (NICOLAY, 1870)
  - Formação Algodões (MAURY, 1930)
    - Membro Germânia
    - Membro Quiepe

  - Formação Taipus-Mirim (GAMA JUNIOR, 1974)
    - Membro Igrapiúna
    - Membro Serinhaém
    - Membro Itacaré
- Grupo Almada (SOUZA, 1884)
  - Formação Rio de Contas
    - Membro Mutá
    - Membro Ilhéus (ABREU, 1936)

  - Formação Morro do Barro (VIANA et al., 1970)
    - Membro Tinharé
    - Membro Jiribatuba
- Grupo Brotas (PACK & ALMEIDA, 1947)
  - Formação Itaípe
  - Formação Sergi (TAYLOR, 1948)
- Embasamento
  - Cráton do São Francisco

### Bacia de Jequitinhonha
- Grupo Espírito Santo (ASMUS et al., 1971)
  - Formação Barreiras (MORAES REGO, 1930)
  - Formação Rio Doce (ASMUS et al., 1971)
  - Formação Caravelas (CARVALHO & GARRIDO, 1965)
  - Formação Urucutuca (CARVALHO, 1965)
- Grupo Barra Nova (ASMUS et al., 1971)
  - Formação São Mateus (ASMUS et al., 1971)
  - Formação Regência (ASMUS et al., 1971)
- Grupo Nativo (ASMUS et al., 1971)
  - Formação Mariricu
    - Membro Itaúnas
    - Membro Mucuri

  - Formação Cricaré
    - Membro Sernambi
    - Membro Jaguaré
- Embasamento
  - Grupo Rio Pardo

### Bacia de Cumuruxatiba
- Grupo Espírito Santo (ASMUS et al., 1971) 
  - Sedimentos de praia e aluviões (SPA)
  - Formação Barreiras (MORAES REGO, 1930)
  - Formação Rio Doce (ASMUS et al., 1971)
  - Formação Caravelas (CARVALHO & GARRIDO, 1965)
  - Formação Abrolhos (HARTT, 1870)
  - Formação Urucutuca (CARVALHO, 1965)
- Grupo Barra Nova (ASMUS et al., 1971) 
  - Formação São Mateus (ASMUS et al., 1971)
  - Formação Regência (ASMUS et al., 1971)
- Grupo Nativo (ASMUS et al., 1971) 
  - Formação Mariricu
    - Membro Itaúnas
    - Membro Mucuri

  - Formação Cricaré
  - Formação Cumuruxatiba
    - Membro Porto Seguro
    - Membro Monte Pascoal
- Embasamento
  - [Cráton do São Francisco]
    - Faixa de Dobramentos Araçuaí

### Bacia de Mucuri
- Grupo Espírito Santo (ASMUS et al., 1971)
  - Formação Barreiras (MORAES REGO, 1930)
  - Formação Rio Doce (ASMUS et al., 1971)
  - Formação Caravelas (CARVALHO & GARRIDO, 1965)
  - Formação Abrolhos (HARTT, 1870)
  - Formação Urucutuca (CARVALHO, 1965)
- Grupo Barra Nova (ASMUS et al., 1971)
  - Formação São Mateus (ASMUS et al., 1971)
  - Formação Regência (ASMUS et al., 1971)
- Grupo Nativo (ASMUS et al., 1971)
  - Formação Mariricu
    - Membro Itaúnas (ASMUS et al., 1971)
    - Membro Mucuri (ASMUS et al., 1971)

  - Formação Cabiúnas
  - Formação Cricaré
    - Membro Sernambi
    - Membro Jaguaré
- Embasamento
  - [Cráton do São Francisco]
    - Faixa Araçuaí

### Bacia do Espírito Santo
- Grupo Espírito Santo (ASMUS et al., 1971) 
  - Formação Barreiras (MORAES REGO, 1930)
  - Formação Rio Doce (ASMUS et al., 1971)
  - Formação Caravelas (CARVALHO & GARRIDO, 1965)
  - Formação Abrolhos (HARTT, 1870)
  - Formação Urucutuca (CARVALHO, 1965)
- Grupo Barra Nova (ASMUS et al., 1971) 
  - Formação Regência (ASMUS et al., 1971)
  - Formação São Mateus (ASMUS et al., 1971)
- Grupo Nativo (ASMUS et al., 1971) 
  - Formação Mariricu
    - Membro Itaúnas
    - Membro Mucuri

  - Formação Cabiúnas
  - Formação Cricaré
    - Membro Sernambi
    - Membro Jaguaré
- Embasamento
  - [Cráton do São Francisco]
    - Faixa Araçuaí

### Bacia de Campos
- Grupo Campos (SCHALLER, 1973)
  - Formação Barreiras (MORAES REGO, 1930)
  - Formação Emborê (SCHALLER, 1973)
    - Membro São Tomé (Fácies Clástica)
    - Membro Grussaí
    - Membro Siri (SCHALLER, 1973)
    - Membro Grussaí

  - Formação Ubatuba (SCHALLER, 1973)
    - Membro Geribá
    - Membro Tamoios

  - Formação Carapebus (SCHALLER, 1973)
- Grupo Macaé (SCHALLER, 1973)
  - Formação Imbetiba
  - Formação Outeiro
  - Formação Namorado
  - Formação Goitacás
  - Formação Quissamã
    - Membro Búzios
- Grupo Lagoa Feia (SCHALLER, 1973)
  - Formação Retiro
  - Formação Gargau
  - Formação Macabu
  - Formação Coqueiros
  - Formação Atafona
  - Formação Itabapoana
- [Sem grupo]
  - Formação Cabiúnas
- Embasamento
  - Faixa Ribeira

### Bacia de Santos
- Grupo Itamambuca
  - Formação Sepetiba (OJEDA et al., 1973)
  - Formação Iguape (OJEDA et al., 1980)
  - Formação Ponta Aguda
  - Formação Marambaia (OJEDA et al., 1973)
    - Membro Maresias
- Grupo Frade 
  - Formação Santos (OJEDA et al., 1973)
  - Formação Juréia
  - Formação Itajaí-Açu (OJEDA et al., 1980)
    - Membro Ilhabela
- Grupo Camburi
  - Formação Itanhaém
    - Membro Tombo

  - Formação Guarujá (OJEDA et al., 1973)
  - Formação Florianópolis (OJEDA et al., 1973)
- Grupo Guaratiba (OJEDA et al., 1973)
  - Formação Ariri
  - Formação Barra Velha
  - Formação Itapema
  - Formação Piçarras
  - Formação Camboriú
- Embasamento
  - Faixa Ribeira

### Bacia de Pelotas
- [Sem grupo]
  - Formação Cidreira
  - Formação Imbé
  - Formação Tramandaí
  - Formação Atlântida
  - Formação Porto Belo
  - Formação Ariri
  - Formação Curumim
  - Formação Cassino (JOST, 1975)
  - Formação Imbituba
  - Formação Serra Geral (WHITE, 1906)
  - Formação Botucatu (GONZAGA DE CAMPOS, 1889)
- Grupo Passa Dois (WHITE, 1906)
  - Formação Rio do Rastro (WHITE, 1906)
  - Formação Teresina (MORAES REGO, 1930)
  - Formação Iratí (WHITE, 1908)
- Grupo Guatá (GORDON, 1947) 
  - Formação Palermo (WHITE, 1906)
  - Formação Rio Bonito (WHITE, 1906)
- Embasamento
  - Cinturão Dom Feliciano

### Bacia do São Francisco
- Grupo Mata da Corda (LADEIRA & BRITO, 1968)
  - Formação Capacete (RIMANN, 1917)
  - Formação Patos (HASUI, 1967)
- Grupo Urucuia (OLIVEIRA & LEONARDOS, 1943)
- Grupo Areado (RIMANN, 1917)
  - Formação Três Barras (BARBOSA & DYER, 1963)
  - Formação Quiricó (BARBOSA & DYER, 1963)
  - Formação Abaeté (BARBOSA, 1934)
- Grupo Santa Fé
  - Formação Tabuleiro
  - Formação Floresta
- Grupo Bambuí (RIMANN, 1917)
  - Formação Três Marias (COSTA & BRANCO, 1961) [Formação Pirapora (ESCHWEGE, 1832; OLIVEIRA, 1940)]
  - Formação Serra da Saudade (COSTA & BRANCO, 1961)
  - Formação Lagoa do Jacaré (COSTA & BRANCO, 1961)
  - Formação Serra Santa Helena (MIRANDA & SILVA, 1978)
  - Formação Sete Lagoas (COSTA & BRANCO, 1961)
  - Formação Serra Santa Helena (MIRANDA & SILVA, 1978)
- Grupo Macaúbas (MORAES & GUIMARÃES, 1930)/Paranoá (BARBOSA, 1963)
  - Formação Jequitaí (OLIVEIRA & LEONARDOS, 1943)
- Supergrupo Espinhaço (DRAPER, 1920)
  - Grupo Araí (DYER, 1970)
- [Sem grupo]
  - Grupo Itacolomi (HARDER & CHAMBERLIN, 1915)
- Supergrupo Minas (DERBY, 1909)
  - Grupo Sabará (GAIR, 1958)
  - Grupo Piracicaba (HARDER & CHAMBERLIN, 1915)
  - Grupo Itabira (HARDER & CHAMBERLIN, 1915)
  - Grupo Caraça (HARDER & CHAMBERLIN, 1915)
- Supergrupo Rio das Velhas (DORR et al., 1957)
  - Grupo Maquiné (DORR et al., 1957)
  - Grupo Nova Lima (DORR et al., 1957)
  - Grupo Quebra Osso (SCHORSCHER, 1979)
- Embasamento